# Omloop Het Nieuwsblad 2016
Omloop Het Nieuwsblad 2016 var den 71. udgave af cykelløbet Omloop Het Nieuwsblad som blev arrangeret lørdag 27. februar 2016. Vinderen af løbet blev Greg Van Avermaet.

## Hold og ryttere
| World Tour-hold | Professionelle kontinentalhold | Kontinentalhold    |
| --- | --- | ------------------ |
| - Ag2r-La Mondiale - BMC Racing Team - Etixx-Quick Step - FDJ - IAM Cycling - Team Katusha - LottoNL-Jumbo - Lotto Soudal - Orica-GreenEDGE - Team Sky - Tinkoff - Trek-Segafredo | - Bora-Argon 18 - CCC Sprandi Polkowice - Cofidis - Direct Énergie - Fortuneo-Vital Concept - Nippo-Vini Fantini - ONE Pro Cycling - Roompot Oranje Peloton - Southeast-Venezuela - Stölting Service Group - Topsport Vlaanderen-Baloise - Wanty-Groupe Gobert | - Verandas Willems |

### Danske ryttere
- Christopher Juul-Jensen kørte for Orica-GreenEDGE
- Magnus Cort kørte for Orica-GreenEDGE
- Michael Mørkøv kørte for Team Katusha
- Sebastian Lander kørte for ONE Pro Cycling
- Martin Mortensen kørte for ONE Pro Cycling
- Alexander Kamp kørte for Stölting Service Group
- Mads Pedersen kørte for Stölting Service Group
- Michael Reihs kørte for Stölting Service Group
- Michael Carbel kørte for Stölting Service Group

## Resultat
|    | Rytter             | Hold             | Tid     |
| -- | ------------------ | ---------------- | ------- |
| 1  | Greg Van Avermaet  | BMC Racing Team  | 4:54:12 |
| 2  | Peter Sagan        | Tinkoff          | + 0.00  |
| 3  | Tiesj Benoot       | Lotto Soudal     | + 0.00  |
| 4  | Luke Rowe          | Team Sky         | + 0.00  |
| 5  | Alexis Gougeard    | AG2R La Mondiale | + 0.05  |
| 6  | Jens Debusschere   | Lotto Soudal     | + 0.09  |
| 7  | Adrien Petit       | Direct Énergie   | + 0.09  |
| 8  | Edward Theuns      | Trek-Segafredo   | + 0.09  |
| 9  | Jasper Stuyven     | Trek-Segafredo   | + 0.09  |
| 10 | Matthieu Ladagnous | FDJ              | + 0.09  |